# نیم‌سگیان
نیم‌سگیان (به لاتین: Hemicyoninae) یک زیرخانواده منقرض‌شده از Ursidae است، که اغلب خرسِ سگی (به معنای واقعی کلمه «نیم‌سگ») نامیده می‌شود. آنها گوشت‌خواران خرس‌مانندی بودند که در اروپا، آمریکای شمالی، آفریقا و آسیا در طول الیگوسن تا دوران میوسن ۳۳٫۹–۵٫۳ زندگی می‌کردند. حدود ۲۸٫۶ million years وجود داشتند. آنها گاهی به عنوان یک خانواده جداگانه طبقه‌بندی می‌شوند.